# Ilirski jezik
Ilirski jezik (ili ilirski jezici) izumrli je jezik Ilira, heterogene skupine plemena i plemenskih saveza tračko-ilirske grane indoeuropske etnolingvističke porodice, poznatih u Starom vijeku na područjima od Panonske nizine pa do obala Jadranskog mora, južne Italije i Epira.